# Can Farigola (Badalona)
Can Farigola és una masia de Badalona, situada al carrer de les Eres del barri de Dalt de la Vila, protegida com a Bé Cultural d'Interès Local des de 1984.
Es troba al barri de Dalt de la Vila, al xamfrà del carrer de la Costa i el carrer de les Eres, en l'espai conegut com «plaça de les Eres», on antigament hi havia l'era comunal de Badalona. Aquest espai té un desnivell i forma una espècie de balcó envers el carrer de la Costa.
És una masia molt reformada, que es va transformar i adaptar a la vida urbana amb els anys. La construcció original és del segle XVIII, de fet, en el moment de la construcció es van utilitzar pedres procedents del temple romànic de Santa Maria de Badalona, enderrocat a mitjan segle. A inicis de segle XX, un dels cossos de la masia va ser enderrocat per construir-hi una casa nova, i els altres dos van ser alterats en gran manera. Una de les crugies es va alçar i emmascara l'aspecte original de la casa. Amb tot, conserva l'arc de mig de la porta d'entrada, emmarcat amb dovelles de pedra, que seria l'original de l'antiga masia.
Acull actualment un local de restauració.